# Limnophila melaleuca
Limnophila melaleuca är en tvåvingeart. Limnophila melaleuca ingår i släktet Limnophila och familjen småharkrankar.

## Underarter
Arten delas in i följande underarter:
- L. m. ignava
- L. m. melaleuca